# شولن
شولن (به آلمانی: Scholen) یک شهر در آلمان است که در دیفولتس واقع شده‌است. شولن ۸۳۳ نفر جمعیت دارد.